# Boguti (Cetinje)
Pour les articles homonymes, voir Boguti.
Boguti (en serbe cyrillique : Богути) est un village du sud du Monténégro, dans la municipalité de Cetinje.

## Démographie

### Évolution historique de la population
| 1948 | 1953 | 1961 | 1971 | 1981 | 1991 | 2003 |
| ---- | ---- | ---- | ---- | ---- | ---- | ---- |
| 164  | 112  | 82   | 66   | 36   | 14   | 4    |